# Сержі Морено
Сержі Морено Марі́н (кат. Sergi Moreno Marín; нар. 25 листопада 1987, Ескальдес-Енгордань, Андорра) — андоррський футболіст, півзахисник. Наразі виступає за «Інтер» у чемпіонаті Андорри та грає за національну збірну Андорри. Станом на 7 вересня 2021 року провів 70 матчів у складі збірної.
Виступав за команди «Льєйда», «Хетафе Б», «Ейвісса-Ібіца», «Хімнастіко» (Алькасар) та низку інших нищолігових команд Іспанії. Пограв у Албанії та на Мальті. Сезон 2011/12 провів у «Форте-дей-Мармі», який грав у Ечеленці, п'ятому за значущістю дивізіоні Італії.

## Титули і досягнення
- Чемпіон Андорри (3):

Інтер (Ескальдес-Енгордань): 2019-20, 2020-21, 2021-22
- Володар Кубка Андорри (2):

Інтер (Ескальдес-Енгордань): 2020, 2023
- Володар Суперкубка Андорри (2):

Інтер (Ескальдес-Енгордань): 2020, 2021